# Florica Lavric
Florica Lavric (née le 7 janvier 1962, et morte le 20 juin 2014 à Bucarest) est une rameuse roumaine. Elle participe aux Jeux olympiques d'été de 1984 en participant à l'épreuve du quatre barré et remporte le titre olympique en compagnie de ses compatriotes Maria Fricioiu, Chira Apostol, Olga Bularda et Viorica Ioja.

## Palmarès

### Jeux olympiques
- Jeux olympiques de 1984 à Los Angeles,  États-Unis
  -  Médaille d'or.